# Brilhematoom

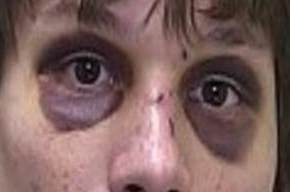
bilaterale periorbitale ecchymose

Een brilhematoom of bilaterale periorbitale ecchymose is de benaming voor het optreden van twee blauwe ogen, doorgaans als gevolg van een schedelbasisfractuur, een craniotomie of (zeldzaam) kanker.